# 稲川泰弘
稲川泰弘（いながわ やすひろ、1944年1月1日 - ）は日本の通産官僚。資源エネルギー庁長官、IHI副会長、同社会長などを務めた。

## 来歴
愛媛県松山市生まれ。愛媛県立松山東高等学校、東京大学法学部第1類（私法コース）卒業。
1967年 通商産業省に入省。工業技術院総務部総務課に配属。
1990年6月29日 立地公害局総務課長。1991年6月14日 産業政策局総務課長。1992年6月23日 資源エネルギー庁石炭部長。1993年6月25日 大臣官房審議官（産業政策担当）。1994年7月1日 国土庁長官官房審議官（長官官房担当）。1995年1月20日 国土庁長官官房審議官（長官官房担当）兼防災局付。
同年6月21日 関東通商産業局長。1996年6月25日 環境立地局長。1997年7月11日 資源エネルギー庁長官。 1999年9月3日 退官。
2000年4月 日本政策投資銀行理事。2010年7月 IHI取締役副会長。2011年6月 同社取締役会長。

## 略歴
- 1967年4月：通商産業省に入省。工業技術院総務部総務課に配属。
- 1969年4月：軽工業局化学第一課。
- 1973年4月：外務省在タンザニア日本大使館二等書記官。
- 1976年5月：中小企業庁小規模企業部小規模企業政策課総括班長。
- 1979年5月：生活産業局総務課総括班長。
- 1980年4月：経済企画庁調整局調整課長補佐
- 1981年6月：中小企業庁長官官房調査課長。
- 1982年7月：産業政策局商政課商務サービス産業室長。
- 1984年5月：外務省在西ドイツ日本大使館参事官。
- 1986年6月：機械情報産業局車両課長。
- 1988年5月：資源エネルギー庁公益事業部業務課長。
- 1989年6月：資源エネルギー庁公益事業部計画課長。
- 1990年6月29日：立地公害局総務課長。
- 1991年6月14日：産業政策局総務課長。
- 1992年6月23日：資源エネルギー庁石炭部長。
- 1993年6月25日：大臣官房審議官（産業政策担当）。
- 1994年7月1日：国土庁長官官房審議官（長官官房担当）。
- 1995年1月20日：国土庁長官官房審議官（長官官房担当） 兼 防災局付。
- 1995年6月21日：関東通商産業局長。
- 1996年6月25日：環境立地局長。
- 1997年7月11日：資源エネルギー庁長官。
- 1999年9月3日：退官。

## 人物
- 好きなスポーツは剣道であり[2]、中学までは器械体操部だったが、松山東高校に入ってから剣道を始めた[1]。